# Бермудские Острова на летних Олимпийских играх 2024

## Квалификация
| № п/п | Вид спорта           | Мужчины        | Мужчины                | Женщины        | Женщины                | Всего          | Всего                  |
| № п/п | Вид спорта           | Завоевано квот | Количество спортсменов | Завоевано квот | Количество спортсменов | Завоевано квот | Количество спортсменов |
| ----- | -------------------- | -------------- | ---------------------- | -------------- | ---------------------- | -------------- | ---------------------- |
| 1     | Академическая гребля | 1              | 1                      |                |                        | 1              | 1                      |
| 2     | Лёгкая атлетика      | 1              | 1                      |                |                        | 1              | 1                      |
| 3     | Парусный спорт       |                |                        | 1              | 1                      | 1              | 1                      |
| 4     | Плавание             | 1              | 1                      | 1              | 1                      | 2              | 2                      |
| 5     | Триатлон             | 1              | 1                      | 2              | 2                      | 3              | 3                      |
|       | ИТОГО                | 4              | 4                      | 4              | 4                      | 8              | 8                      |

## Состав команды
Академическая гребля
1. Дара Ализаде[англ.]

 Лёгкая атлетика
1. Джа-Най Перинчиеф[англ.]

 Парусный спорт
1. Адриана Пенраддок[англ.]

 Плавание
1. Джек Харви[англ.]
2. Эмма Харви[англ.]

 Триатлон
1. Тайлер Смит[англ.]
2. Флора Даффи
3. Эрика Хоули[англ.]

## Академическая гребля
Бермуды завоевали одну квоту на участие в соревнованиях по академической гребле на Американской квалификационной регате 2024 года в Рио-де-Жанейро, Бразилия.
Мужчины
| Спортсмен    | Дисциплина | Заезд   | Заезд | Утеш. заезд | Утеш. заезд | Четвертьфиналы | Четвертьфиналы | Полуфиналы | Полуфиналы | Финалы  | Финалы |
| Спортсмен    | Дисциплина | Время   | Место | Время       | Место       | Время          | Место          | Время      | Место      | Время   | Место  |
| ------------ | ---------- | ------- | ----- | ----------- | ----------- | -------------- | -------------- | ---------- | ---------- | ------- | ------ |
| Дара Ализаде | Одиночки   | 7.23,70 | 5 R   | 7.17,05     | 3 Q SE/F    | —              | —              | 7.33,38    | 1 Q FE     | 7.03,12 | 28     |

## Легкая атлетика
Бермудские легкоатлеты выполнили нормативы для участия в Играх 2024 года, пройдя по мировому рейтингу, в следующих соревнованиях:
Технические дисциплины
| Спортсмен         | Дисциплина             | Квалификация | Квалификация | Финал                | Финал                |
| Спортсмен         | Дисциплина             | Результат    | Место        | Результат            | Место                |
| ----------------- | ---------------------- | ------------ | ------------ | -------------------- | -------------------- |
| Джа-Най Перинчиеф | Мужчины тройной прыжок | 16,23        | 28           | завершил выступление | завершил выступление |

## Парусный спорт
Бермуды завоевали право выставить одну лодку (яхту) в нижеследующих классах судов по результатам Панамериканских игр 2023 года в Альгарробо, Чили.
Медальные гонки
| Спортсмен         | Дисциплина     | Гонка | Гонка | Гонка | Гонка | Гонка | Гонка | Гонка | Гонка | Гонка | Гонка    | Гонка | Баллы | Место |
| Спортсмен         | Дисциплина     | 1     | 2     | 3     | 4     | 5     | 6     | 7     | 8     | 9     | 10       | M*    | Баллы | Место |
| ----------------- | -------------- | ----- | ----- | ----- | ----- | ----- | ----- | ----- | ----- | ----- | -------- | ----- | ----- | ----- |
| Адриана Пенраддок | Женщины ILCA 6 | 14    | 35    | 26    | 35    | 15    | 23    | 44    | 36    | 42    | отменена | EL    | 226   | 36    |

## Плавание
Бермуды получили два универсальных места для участия в олимпийском турнире пловцов.
| Спортсмен  | Дисциплина             | Заплывы | Заплывы | Полуфиналы            | Полуфиналы            | Финал                 | Финал                 |
| Спортсмен  | Дисциплина             | Время   | Место   | Время                 | Место                 | Время                 | Место                 |
| ---------- | ---------------------- | ------- | ------- | --------------------- | --------------------- | --------------------- | --------------------- |
| Джек Харви | Мужчины 100 м на спине | 55,78   | 39      | завершил выступление  | завершил выступление  | завершил выступление  | завершил выступление  |
| Эмма Харви | Женщины 100 м на спине | 1.01,47 | 23      | завершила выступление | завершила выступление | завершила выступление | завершила выступление |

## Триатлон
Бермуды завоевали по одному квотному месту в соревнования мужчин и женщин на основании Индивидуального рейтинга World Triathlon и получили еще одно место в соревнования женщин в результате перераспределения квот.
Личное
| Спортсмен   | Категория | Время             | Время     | Время             | Время     | Время       | Время   | Место |
| Спортсмен   | Категория | Плавание (1,5 км) | Переход 1 | Велосипед (40 км) | Переход 2 | Бег (10 км) | Всего   | Место |
| ----------- | --------- | ----------------- | --------- | ----------------- | --------- | ----------- | ------- | ----- |
| Тайлер Смит | Мужчины   | 21.39             | 0.55      | 54.16             | 0.27      | 34:42       | 1:51.59 | 48    |
| Флора Даффи | Женщины   | 22.05             | 0.56      | 58.44             | 0.28      | 33.59       | 1:56.12 | 5     |
| Эрика Хоули | Женщины   | 24.05             | 0.58      | 1:00.37           | 0.31      | 36.44       | 2:02.55 | 41    |